# 温厄站
温厄站（丹麥語：Vinge Station）是一座小型火车站，位于丹麦首都大区腓特烈松市镇温厄，仅由丹麦国家铁路下属的哥本哈根市郊铁路使用。相关建设工作早在2019年8月便开始，2020年12月14日投入使用。

## 图片集

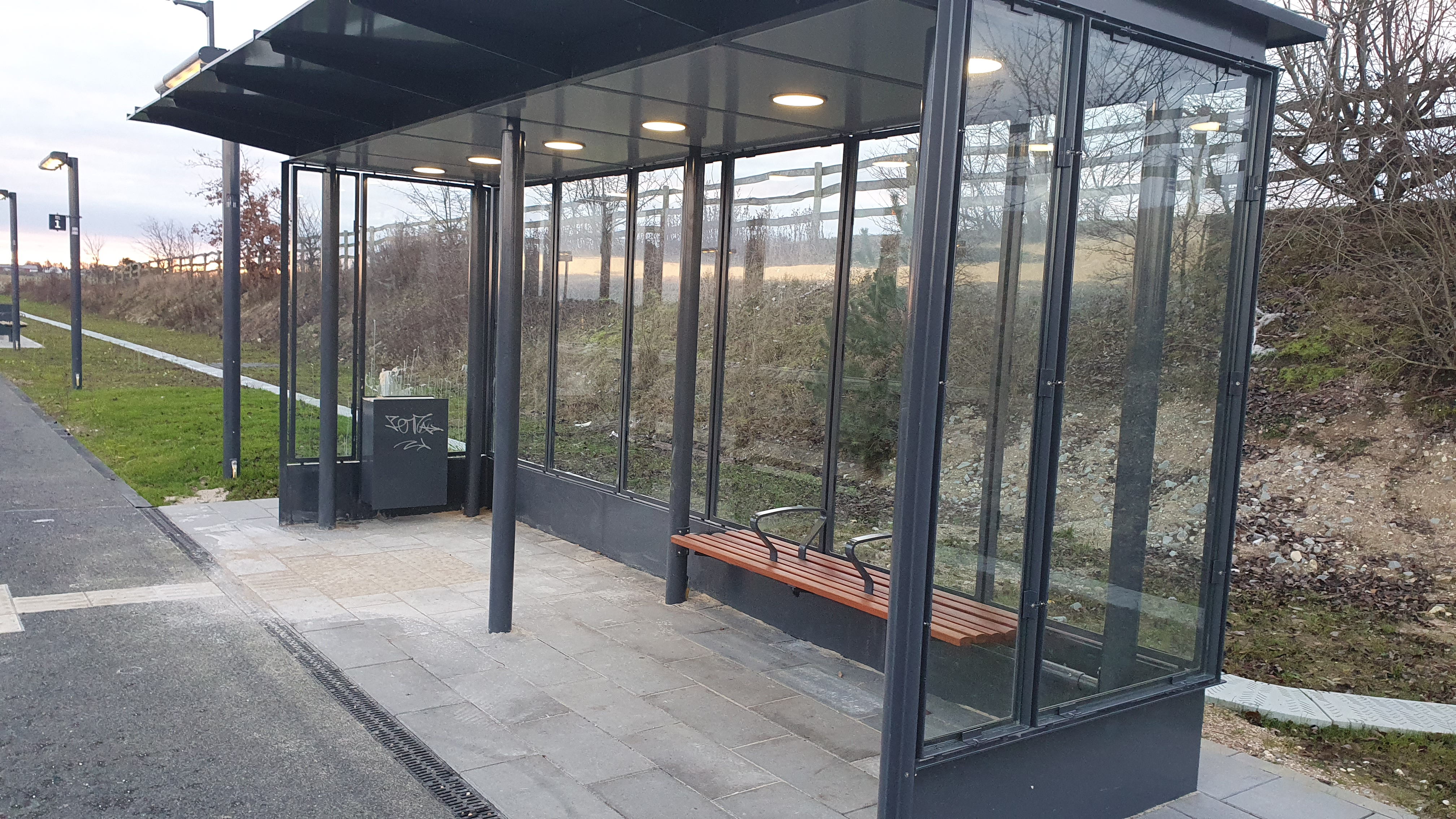
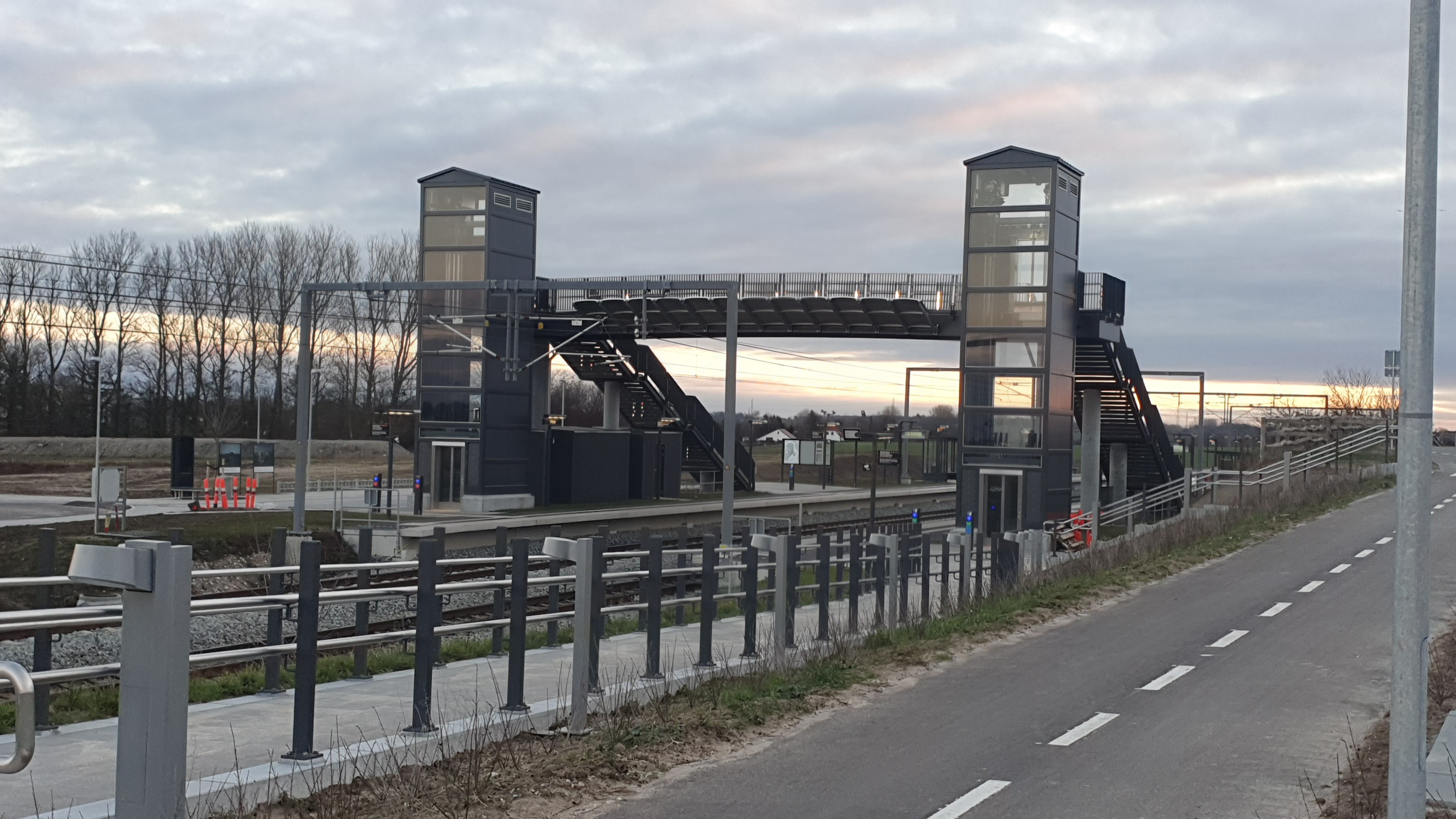
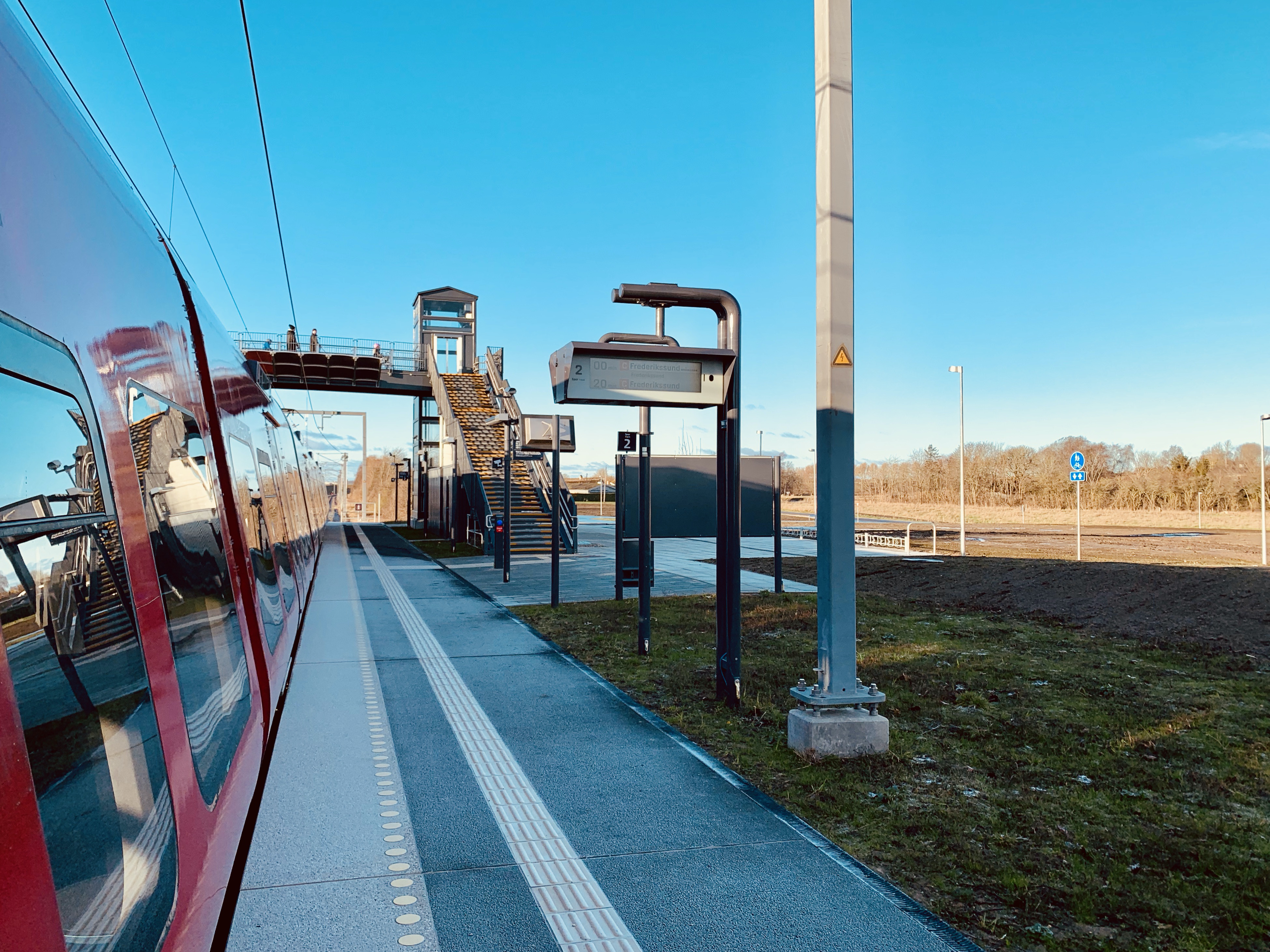
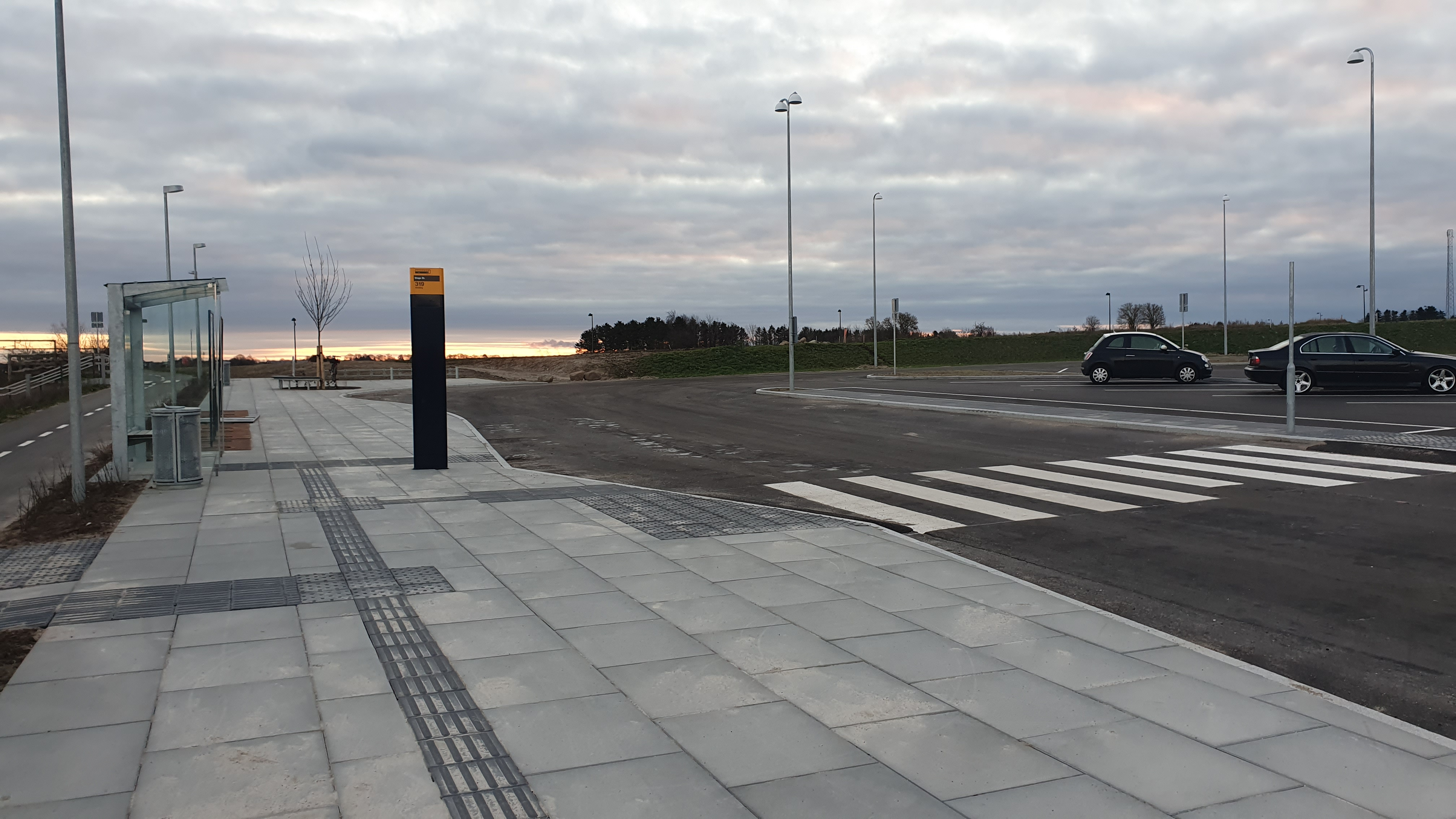
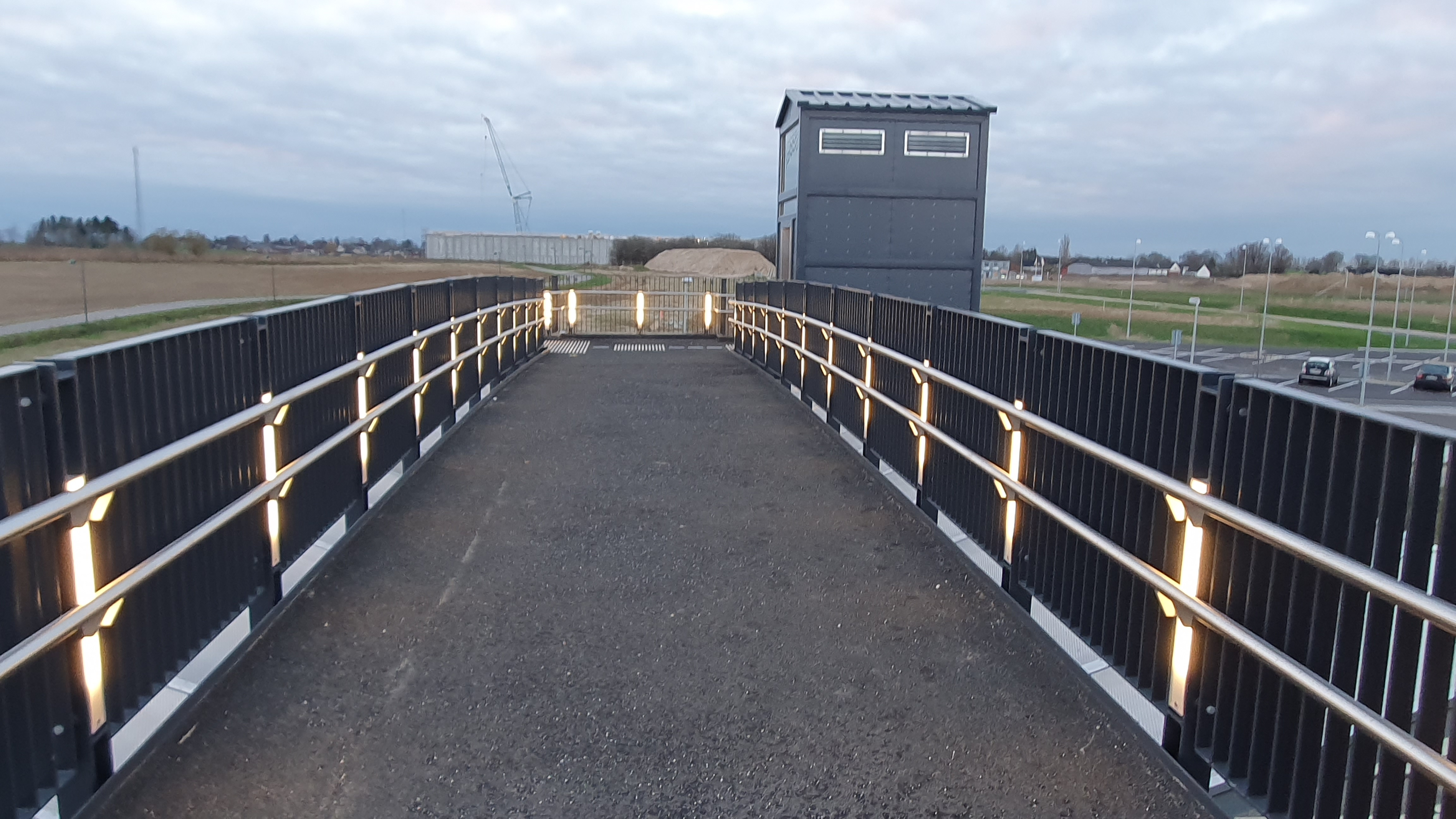
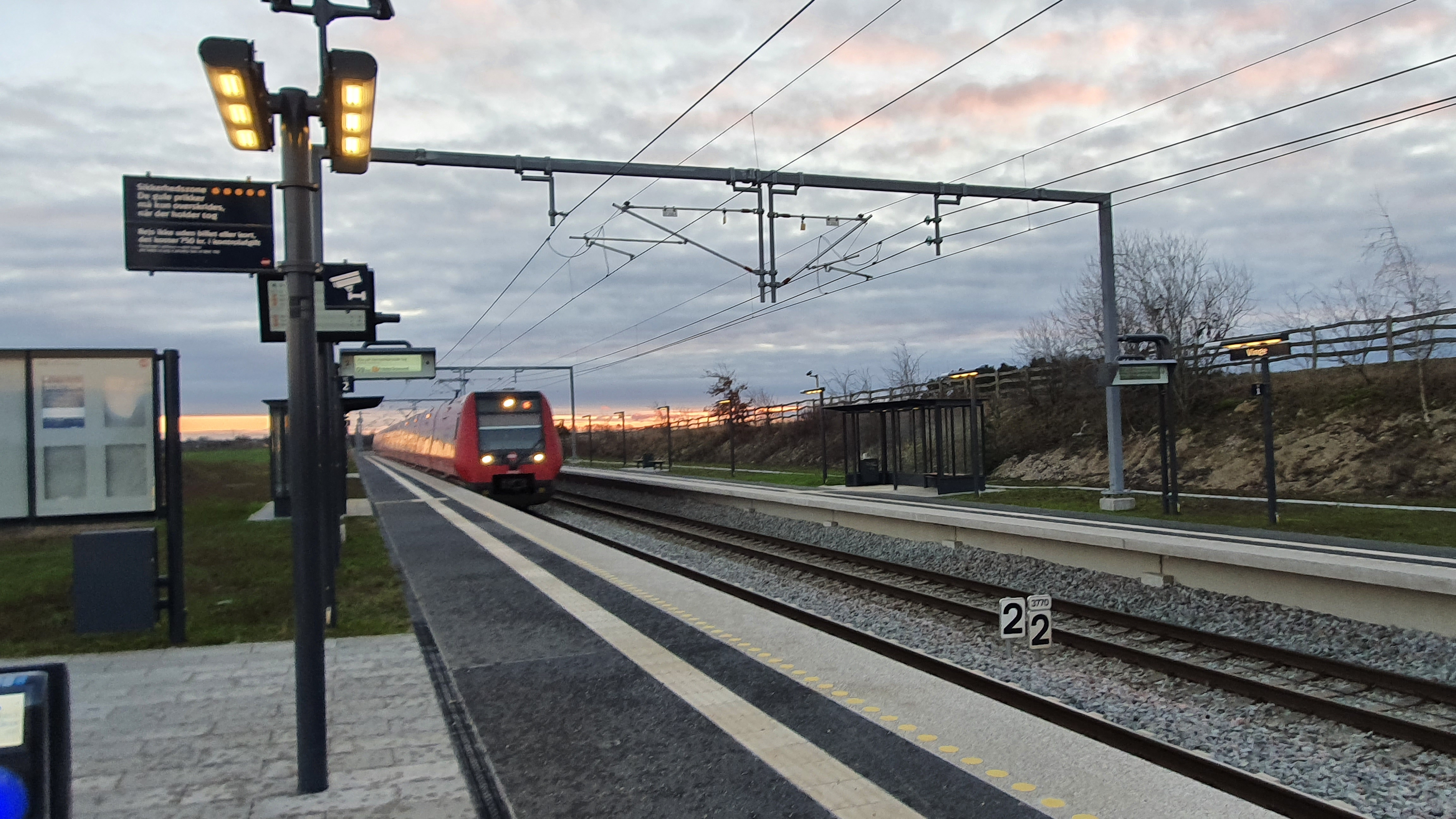
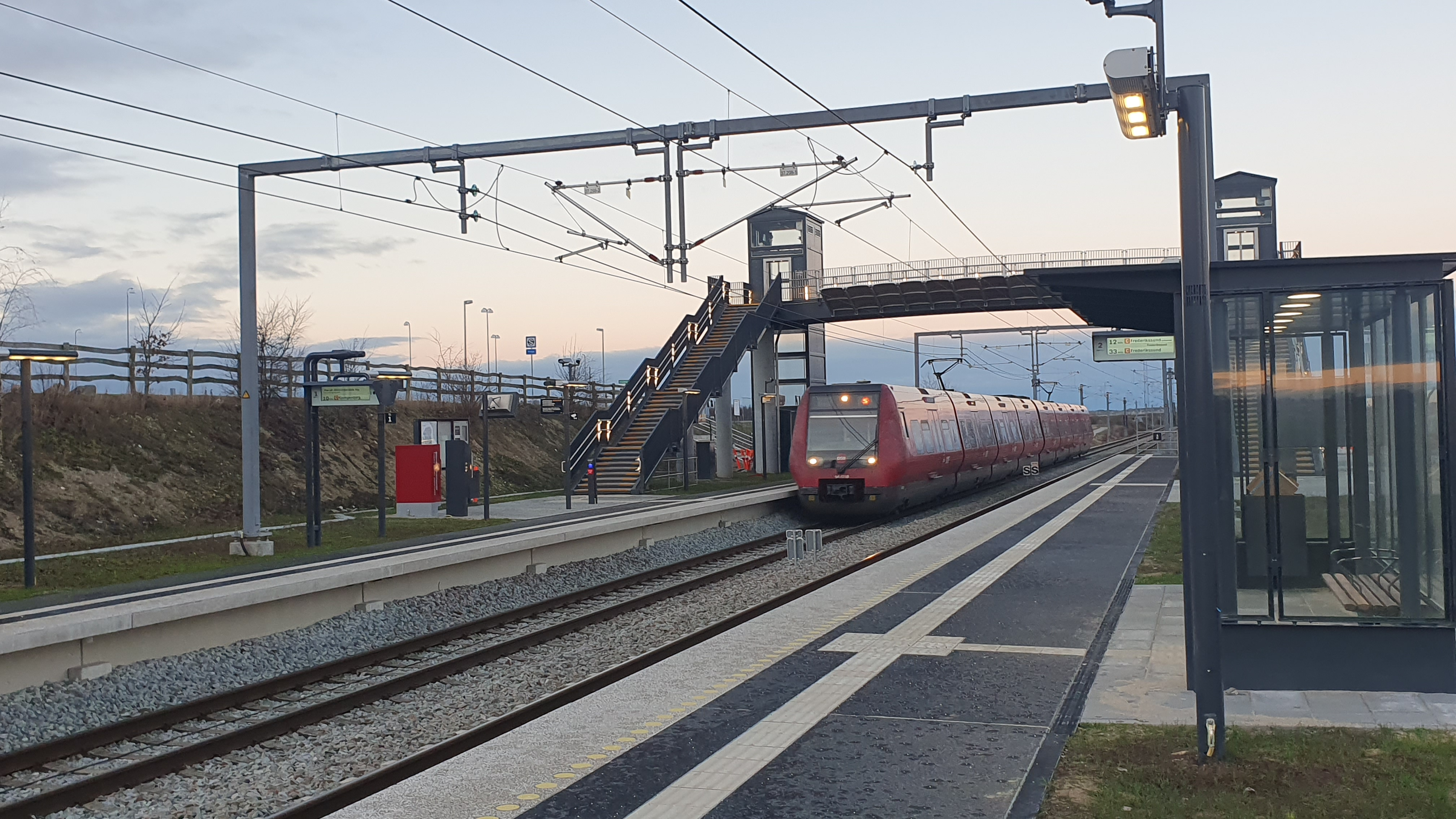
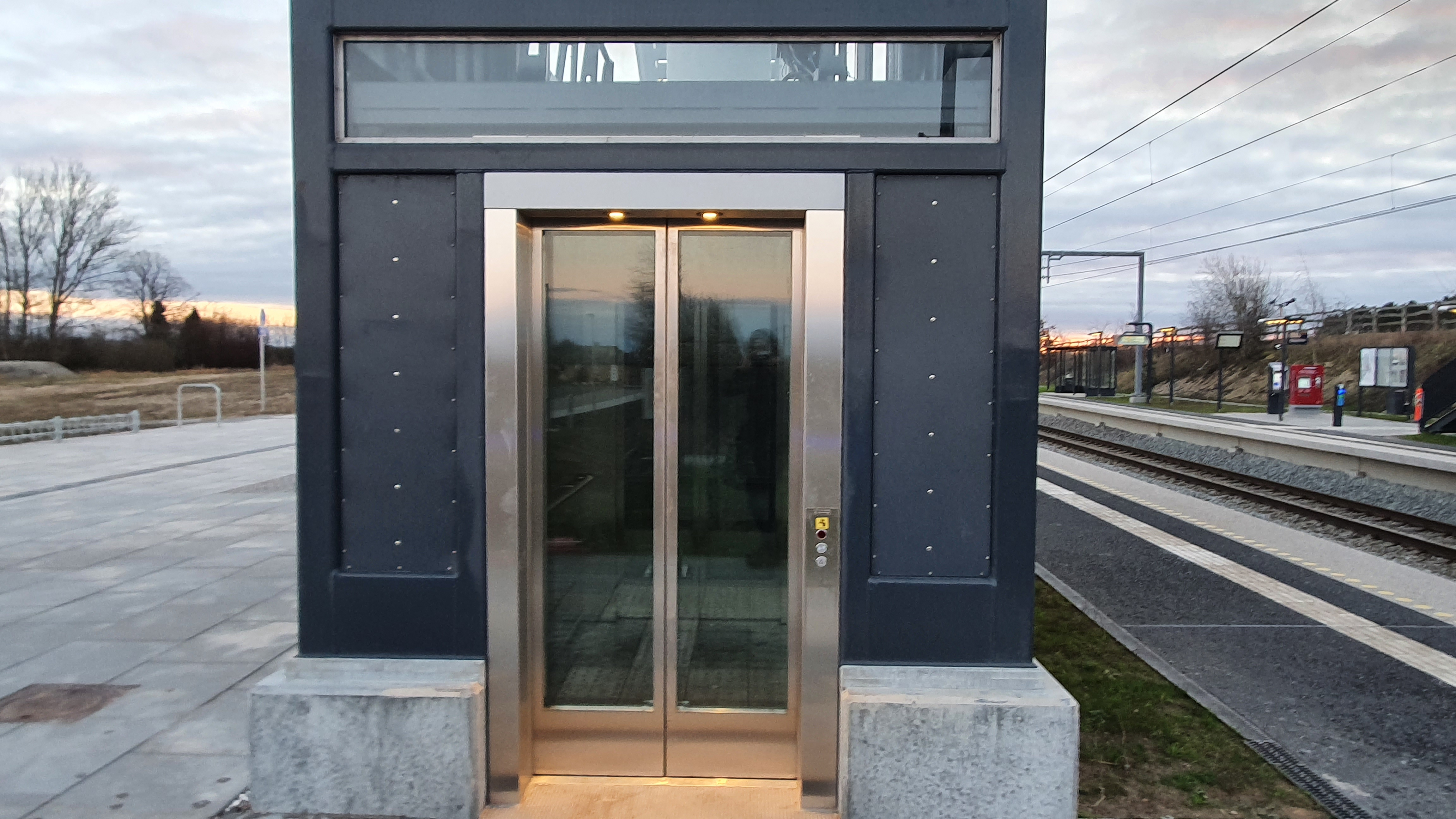
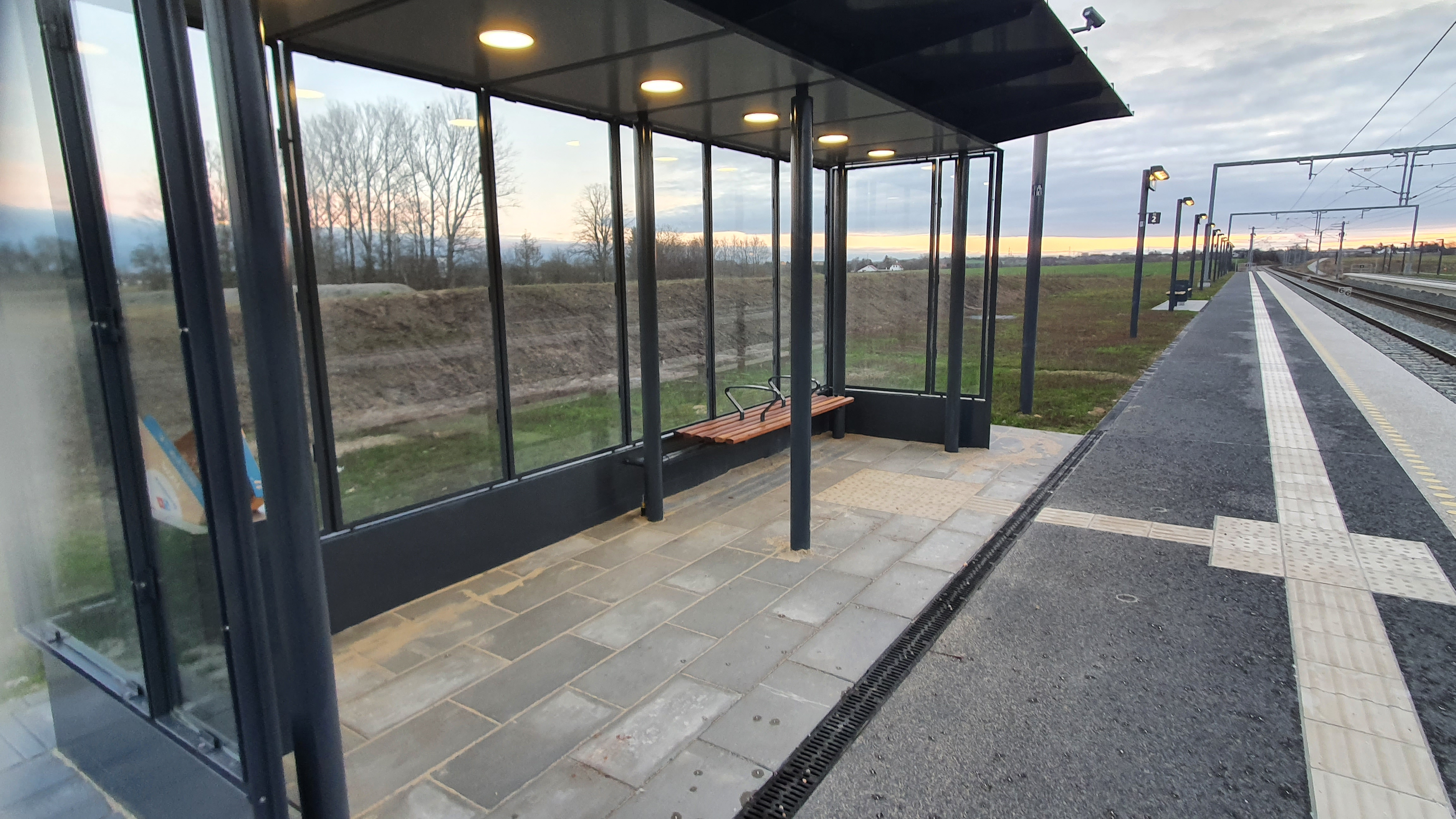
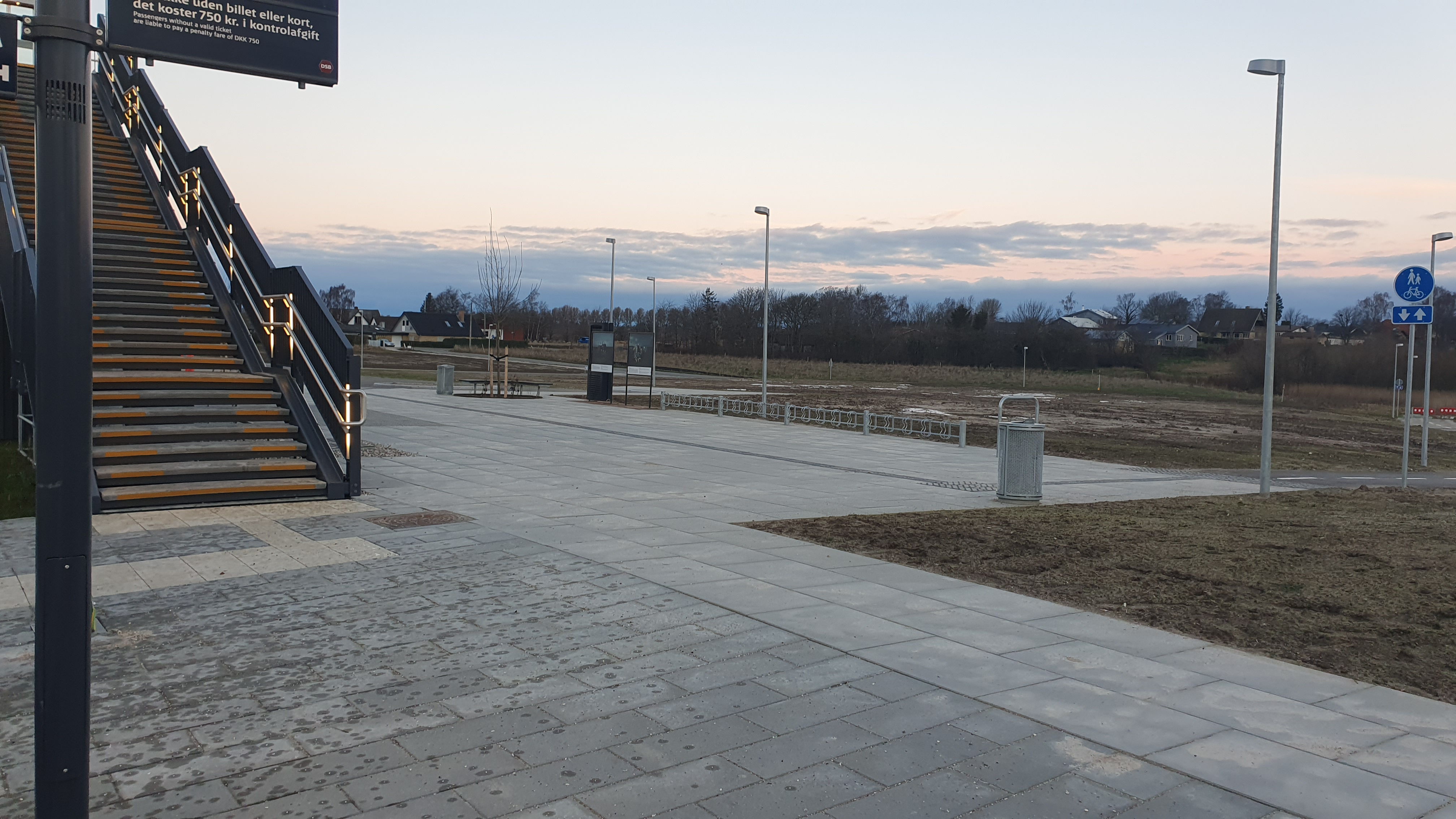
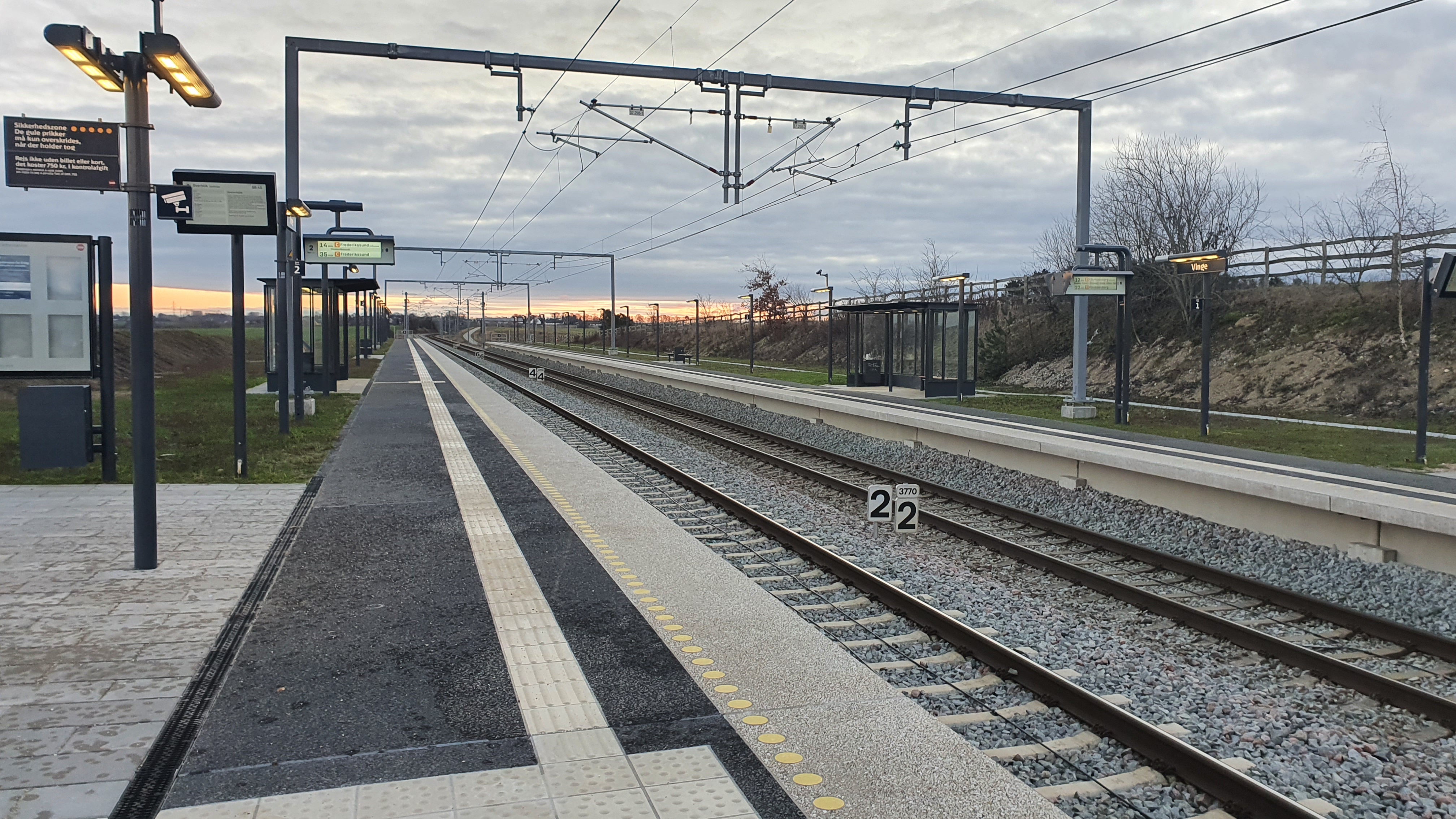
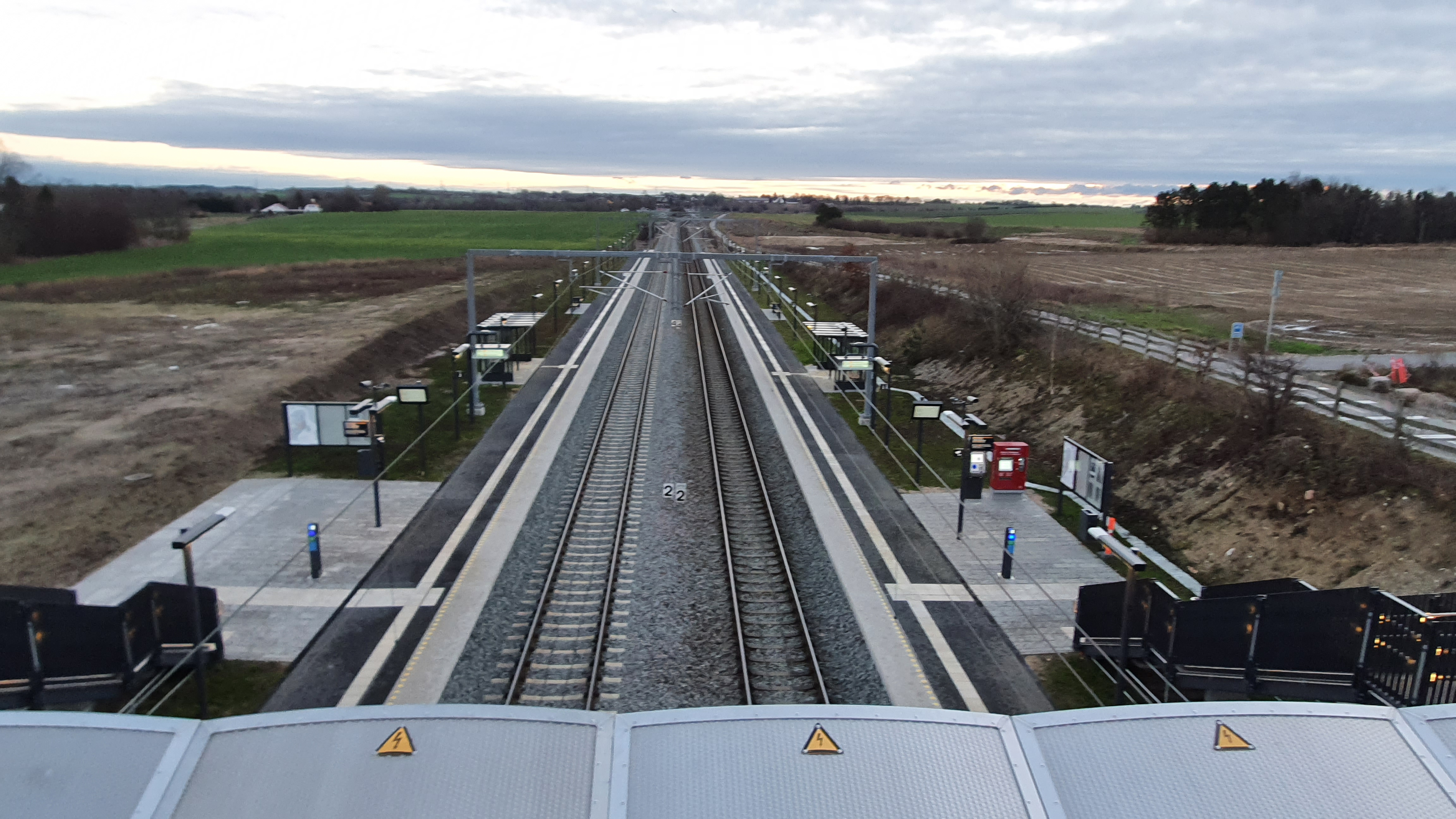